# Prognosticatie

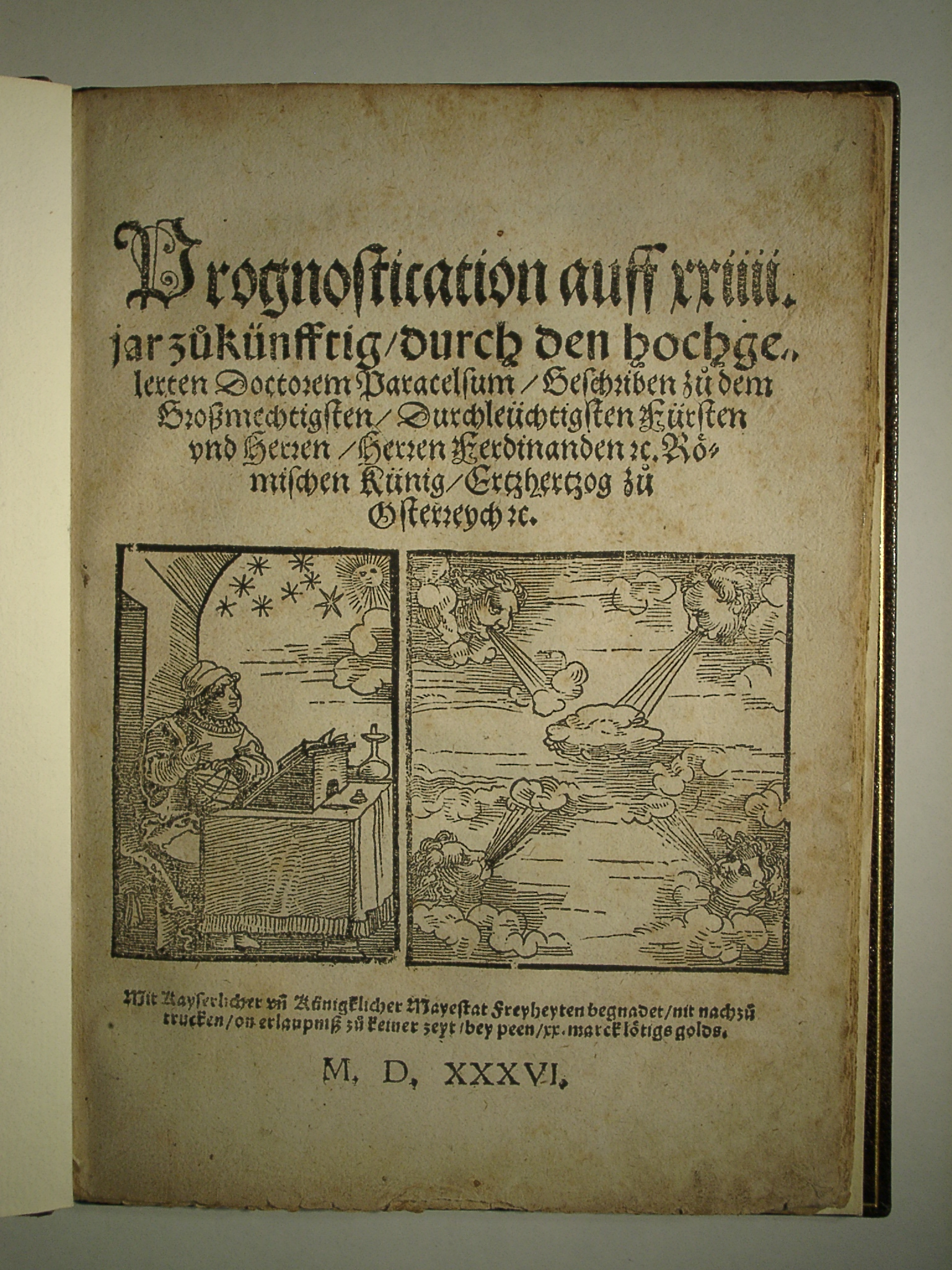
Titelblad Prognosticatie van Paracelsus voor 1536.

Een prognosticatie is een tekst meestal uitgegeven als een boekje in almanakvorm met voorspellingen van astrologische aard voor het komende jaar, over het weer, de seizoenen, de vruchtbaarheid, de oogst, visvangst, oorlog en vrede, ziektes, levensduurte en alles wat met het dagelijkse leven te maken heeft. Daarnaast bevatten de werkjes ook de stand van aarde, maan en zon, de stand van de planeten en voorspellingen van zons- en maansverduisteringen. Het genre werd geparodieerd door de spotprognosticatie.

## Geschiedenis
De voorspellingen waren oorspronkelijk gebaseerd op de astrologie en op de stand van sterren, planeten, zon en maan. De waarnemingen in bewaarde prognosticaties van belangrijke prognosticisten of kalenderberekenaars blijken na vergelijking met de door de Nasa voor het verleden berekende standen van zon, maan en planeten vrij correct te zijn, dikwijls tot op enkele minuten nauwkeurig. De astronomen uit de 15e en 16e eeuw waren trouwens perfect in staat om een zonsverduistering of maansverduistering vrij nauwkeurig te voorspellen.
De astrologie die op basis van de denkbeelden van Thomas van Aquino over het onderwerp, ten onrechte werd opgevat als een ernstige wetenschap maakte vanwege het belang dat er aan gehecht werd, deel uit van het curriculum aan middeleeuwse universiteiten. Astrologie was aanvankelijk een zaak van geleerden in dienst van koningen en andere hoge heren. Er zijn nagenoeg geen manuscripten met prognosticaties teruggevonden. Gezien dit soort werk bedoeld was voor het gewone volk, is het gezien de kostprijs van manuscripten ook vrij aannemelijk dat er nauwelijks werden geschreven. Het is pas dankzij de popularisatie van de boekdrukkunst dat het mogelijk wordt om gedrukte prognosticaties van enkele tientallen blaadjes gedrukt in-16°(sextodecimo formaat) of in-32° (trigesimo-secundo formaat), op grotere schaal te verspreiden en dit leidt tot een bloeiperiode in de vijftiende en zestiende eeuw.
Eenmaal het genre succes heeft zien ook minder ‘geleerde’ schrijvers de winstmogelijkheden en gaat men naast de astrologische basis ook tal van andere voorspellingstechnieken gebruiken om de prognosticatie samen te stellen. De gebruikte technieken gaan van het lezen van de handlijnen (chiromantie) over de interpretatie van dierengeluiden tot het lezen van de ingewanden van geslachte dieren om ‘betrouwbare’ voorspellingen te produceren. Dikwijls baseerde de schrijver zich op evenementen, planetenstand, weer et cetera van de eerste dag van het jaar om zijn prognoses voor het ganse jaar op te stellen.
Als tegen het einde van de 16e eeuw de astrologie meer en meer zijn status als ernstige wetenschap verliest worden de prognosticaties ook minder populair en wordt het genre steeds minder beoefend door geleerden die zichzelf ernstig nemen. Het genre boette zeer sterk aan belangrijkheid in.

## Auteurs
De auteurs waren dikwijls artsen die bij hun studie aan universiteiten zoals Leuven, Parijs of Bologna ook astrologische en wiskundige kennis hadden opgedaan.
Belangrijke en bekende beoefenaars van deze ‘kunst’ zijn Paracelsus (1493 -1541) en Nostradamus (1503 – 1566), waarvan sommigen geloven dat men in zijn geschriften nog waardevolle voorspellingen voor onze tijd kan terugvinden. In Antwerpen was in de 15e en 16e eeuw de familie Laet actief die een dynastie van prognosticisten leverden met als stamvader Johannes Laet van Borchloon die publiceerde tussen 1476 en 1487. Maar ook de bekende plantkundige en arts Rembertus Dodonaeus heeft prognosticaties geschreven.

## Almanak-Prognosticatie
Almanakken gaven naast de kalender een overzicht van standen van zon, maan en planeten en daarnaast allerlei praktische informatie over diverse domeinen, van het tijdstip voor eb en vloed tot de geschikte dagen voor het aderlaten. Almanakken concentreerden zich op wat tamelijk exact voorspelbaar of al lang standaard aanvaard was, zoals de data voor aderlaten. Prognosticaties waren meer gericht op het voorspellen van wat in het komende jaar zou gebeuren, op alle terreinen van het menselijk bestaan, op basis van de onderlinge stand van zon, maan en planeten. Prognosticaties bevatten dus dikwijls ook tabellen met de stand van de sterrenbeelden, planeten, zon en maan, informatie die ook in almanakken was opgenomen. Er werden dikwijls almanakken uitgegeven die een aparte prognosticatie bevatten.

## Bewaarde werken
Prognosticaties waren literatuur gebonden aan een bepaalde periode en werden meestal op het einde van het betrokken jaar weggegooid zodoende dat er relatief weinig van wat ooit gedrukt werd, bewaard is gebleven. Niettemin zijn er nog een ganse reeks werken tot ons gekomen. Een aantal prognosticaties uit de Nederlanden worden vernoemd in D. Bierens de Haan, Bibliographie néerlandaise historique-scientifique des ouvrages importants dont les auteurs sont nés aux 16e, 17e et 18e siècle, sur les sciences mathématiques et physiques avec leurs applications, gepubliceerd te Rome in 1883. Maar ook in de Incunabula Short Title Catalogue levert een opzoeking naar ‘Prognosticatio’ een lijst van 79 incunabelen op;
Een belangrijke bron voor prognosticaties zijn maculaturen die gebruikt worden als opvulling of versteviging van oude boekbanden.